# Evil Dead: Hail to the King
Evil Dead: Hail to the King est un jeu vidéo de type survival horror développé par Heavy Iron Studios et édité par THQ, sorti en 2000 sur Windows, Dreamcast et PlayStation.

## Accueil
- GameSpot : 4,5/10 (DC)[1] - 3,4/10 (PC)[2] - 4,2/10 (PS)[3]
- IGN : 3,6/10 (DC)[4] - 3,8/10 (PC)[5] - 4,5/10 (PS)[6]